# Asiatisk tigermygga
Asiatisk tigermygga (Aedes albopictus) är en art av stickmygga som finns i tropiska skogar. Den kännetecknas av svart-vit-randiga ben och liten svartvit kropp.  Den kommer ursprungligen från tropiska och subtropiska områden i Sydostasien men har på senare år spridit sig till många andra länder, främst som fripassagerare med människors internationella gods- och persontrafik.  Den här myggan är ett besvärligt skadedjur i många samhällen, eftersom den gärna lever nära människor (snarare än i våtmarker), och ofta flyger och suger blod på dagtid. Den är också vektor för många olika virus, som dengue, chikungunya och zika. I Sverige upptäcktes den första gången 2023, äggen följde då med växter som turister tog med sig från Spanien och larverna kläcktes i blomvattnet..  
Den här artikeln är helt eller delvis baserad på material från engelskspråkiga Wikipedia, Aedes albopictus, 24 januari 2009.